# Яїк (село)
Яї́к (каз. Жайық) — село у складі Теректинського району Західноказахстанської області Казахстану. Входить до складу Теректинського сільського округу.
Населення — 482 особи (2021; 574 у 2009, 578 у 1999, 525 у 1989).